# Балканский полуостров
Балка́нский полуо́стров (алб. Gadishulli Ballkanik, болг. и макед. Балкански полуостров, босн. Balkansko poluostrvo, гаг.  Balkan Yerparçasî, греч. Βαλκανική χερσόνησος, рум. Peninsula Balcanică, серб. и черног. Балканско полуострво, словен. Balkanski polotok, тур.  Balkan Yarımadası, хорв. Balkanski poluotok) — полуостров на юго-востоке Европы.
Площадь полуострова — около 467 тыс. км². С юга, юго-запада и юго-востока омывается: Адриатическим, Ионическим, Мраморным, Критским, Эгейским и Чёрным морями. Северной границей полуострова считается условная линия, проведённая от устья Дуная, по рекам Дунай, Сава и Купа (Колпа), а от истока последней в Горском Котаре (Хорватия) — до залива Кварнер с портом Риека (Хорватия). Рельеф преимущественно гористый (Стара-Планина, Родопы, Динарское нагорье, Пинд). По размерам в Европе уступает только Скандинавскому и Пиренейскому полуостровам.

## Этимология
Современное название Балканского полуострова происходит от названия одноимённых гор. Происхождение слова Балканы неясно; оно может быть связано с персидским bālk «грязь» и турецким суффиксом -an «болотистый лес», или с персидским balā-khana «большой высокий дом». Родственные слова также встречаются в тюркских языках. В современном турецком языке balkan означает «цепь лесистых гор».
Название использовалось в основном во времена Османской империи. В античности Стара-Планину (Балканские горы) называли др.-греч. Αἶμος, лат. Haemus.

## География

### Берега
Берега Балканского полуострова сильно расчленены, обладают небольшими бухтами. Наиболее изрезаны берега Адриатического и Эгейского морей; берега Чёрного моря изрезаны незначительно. У берегов Балканского полуострова много островов (общая их площадь 21,5 тысячи км²).

### Рельеф
В рельефе Балканского полуострова преобладают горы, протянувшиеся с юго-запада на северо-восток. На западе полуострова расположилось Динарское нагорье (на территории Хорватии, Боснии и Герцеговины, Черногории. Здесь, широко распространены карстовые формы рельефа), к югу от Далматского нагорья (в Албании, Греции и Северной Македонии) — горы Пинд; последние на юге переходят в горы полуострова Пелопоннес (Греция). На севере полуострова (в основном на территории Болгарии) горы представлены массивами Рила (с высшей точкой Балканского полуострова — горой Мусала, 2925 м), Пирина (рельеф альпийского типа), Стара-Планина (Балканские горы; граничат на севере с Дунайской равниной) и Родопы (Родопские горы), выходящие на юге к Эгейскому морю. Эти горы в основном невысоки, пологи. 
Равнин мало, расположены они в основном по окраинам полуострова и в межгорных котловинах (основные — Фракийская, Салоникская, Албанская и Фессалийская низменности; частично на территории Балканского полуострова — Среднедунайская и Нижнедунайская равнины).
Геологически Балканский полуостров относится к Альпийской складчатой области (на его территории — три древних массива, образованных в докембрийскую эпоху: Пелагонийский, Родопский и Сербо-Македонский).

### Климат
Климат на севере Балканского полуострова и в центральных областях умеренный континентальный, с холодной и снежной зимой и жарким и сухим летом. Средняя температура июля составляет 22 °C; средняя температура января −1 °C на равнине и −5 °C в горах.
Климат на юге и западе субтропический средиземноморский с жарким летом и прохладной зимой. Средняя температура июля составляет 26 °C; средняя температура января 10 °C.
Климат на северо-востоке океанический и субтропический с тёплым летом и прохладной зимой. Средняя температура июля составляет 22 °C; средняя температура января 5 °C.
В горах высотная поясность. Запад сильно увлажнён (годовое количество осадков достигает 5000 мм), на востоке и на юге осадков значительно меньше (иногда менее 500 мм в год).

### Гидрография
Реки — в основном горные, с многочисленными порогами и перекатами; питание в основном снеговое и дождевое (полноводны зимой и весной; летом же небольшие реки на юге полуострова зачастую пересыхают); обладают большим энергетическим потенциалом, используются для орошения, крупнейшие (Дунай, Сава, Марица, Искыр, Струма и др.) — судоходны. Тектонические, (Шкодер, Охридское, Преспа и др.), карстовые, ледниковые озёра.

### Флора и фауна
Растительность Балканского полуострова крайне разнообразна; много эндемичных видов. На юге в прибрежном поясе — растительность средиземноморского типа (сосновые и дубовые леса, кустарники), выше — широколиственные леса, листопадные кустарники. В северной и центральной областях полуострова — широколиственные леса (в горах — буковые, пихтовые и сосновые леса). Верхняя граница леса — на высоте 1800—2300 м. На равнине леса в значительной степени сведены; встречается степная растительность. Равнины северной и восточной частей полуострова распаханы (почвы бедны, местами сильно засолены, требуют орошения; возделываются пшеница, кукуруза, табак, виноград, на юге — также оливки и цитрусовые).
Разнообразна и фауна: встречаются многие виды млекопитающих (волк, кабан, лисица, выдра, медведь, дикая кошка и др.), пресмыкающихся (ящерицы, змеи, греческая черепаха), земноводных, птиц, моллюсков.

### Полезные ископаемые
Недра Балканского полуострова богаты каменным (особенно на территории Болгарии, Сербии, Боснии и Герцеговины, и Турции) и бурым (распространён широко) углём. Месторождения нефти и природного газа редки (преимущественно в Румынии, Сербии, Албании) поэтому в энергосистеме полуострова преобладают гидроэлектростанции. Железных руд мало, но часто встречаются месторождения руд цветных металлов (медных, цинковых, оловянных, хромовых, марганцевых, магнезитовых, бокситовых).

## Страны
На Балканском полуострове частично или полностью расположены государства:
- Албания, член НАТО;
- Болгария, член НАТО и ЕС;
- Босния и Герцеговина;
- Греция, член НАТО и ЕС;
- Румыния (частично), член НАТО и ЕС;
- Северная Македония, член НАТО;
- Сербия (частично);
- Словения (частично), член НАТО и ЕС;
- Турция (частично), член НАТО;
- Хорватия (частично), член НАТО и ЕС;
- Черногория, член НАТО.

Частично признанное государство:
- Республика Косово.

По некоторым определениям, также полностью или частично включены следующие государства:
- Венгрия (частично), член НАТО и ЕС;
- Молдова (частично)

## Историческая справка
Балканский полуостров стал первым из регионов Европы, где появилось земледелие в эпоху неолита. В античные времена на территории полуострова проживали греки, македоняне, иллирийцы, фракийцы и другие народы. После завоевания большей части территории полуострова Римской империей многие народы латинизировались, хотя некоторые так и остались под влиянием греческой культуры.
В VI в. на Балканах появились южные славянские племена. В эпоху Средневековья полуостров часто становился ареной сражений между Византийской империей, Сербией и Болгарским царством, боровшимися за право обладания важным регионом. К концу XIV в. почти весь Балканский полуостров находился под влиянием Османской империи.
В XIX в. разгорелась борьба балканских народов за установление независимости; в 1912—1913 в результате Балканских войн границы Турции на территории полуострова передвинулись на современные рубежи. На территории Балкан началась Первая мировая война, непосредственной casus belli которой стало убийство австрийского наследника Франца Фердинанда в Сараеве.
После Второй мировой войны большая часть балканских стран (включая крупнейшую из них — Югославию) принадлежала к социалистическому лагерю (за исключением Турции и Греции, которые были и сейчас остаются членами НАТО).
В 1990-е годы регион был взбудоражен конфликтами в республиках бывшей Югославии, которые окончились распадом страны на Сербию, Хорватию, Черногорию, Боснию и Герцеговину, Словению, Северную Македонию и частично признанное Косово.